# Ренді Шекман
Ре́нді Ше́кман (30 грудня 1948 , Сент-Пол ) — американський цитолог, лауреат Нобелівської премії з медицини за 2013 рік разом з Джеймсом Ротманом та Томасом Зюдгофом з формулюванням за «відкриття механізму, що регулює везикулярний трафік, важливу транспортну систему у клітинах».

## Біографічні відомості
Ренді Шекман народився у Сент-Полі, Міннесота. 1971 року здобув ступінь бакалавра з мікробіології у Каліфорнійському університет у Лос-Анджелесі. Третій рік навчання за обміном студентів провів в Единбурзькому університеті.
Ступінь доктора філософії Шекман отримав 1975 року у Стенфордському університеті. Об'єктом його досліджень була реплікація ДНК. В теперішній час у лабораторії Шекмана проводяться дослідження збірки мембран на молекулярному рівні везикулярного трафіку в еукаріотичних клітинах, включаючи дріжджі.

## Нагороди та визнання
- 1982: Стипендія Гуггенгайма;
- 1987: дослідницька премія Eli Lilly and Company-Elanco[de];
- 1992: член Національної академії наук США[7] ;
- 1994: премія Розенстіла[en] (спільно з Джеймсом Ротманом);
- 1996: Міжнародна премія Гайрднера[8];
- 1999: президент американського товариства клітинної біології[en];
- 1999: Amgen Award Lecture, Protein Society[en]
- 2002: Премія Альберта Ласкера за фундаментальні медичні дослідження, [9];
- 2002: премія Луїзи Ґросс Горвіц;
- 2005: лекція Кейта Р. Портера[en]
- 2007: Van Deenen Medal[de];
- 2008: премія Діксона[en];
- 2008: член Американського філософського товариства
- 2010: премія Мессрі[en];
- 2010: медаль Вілсона[en];
- 2013: іноземний член Лондонського королівського товариства[10];
- 2013: медаль Отто Варбурга[en];
- 2013: Нобелівська премія з медицини, «За відкриття механізмів регулювання везикулярного транспорту – основної транспортної системи наших клітин.»;
- 2016: Fiat Lux Faculty Award, Cal Alumni Association ()

Почесний доктор Женевського та Регенсбурзького університетів.